# Schemataspis bicunea
Schemataspis bicunea är en fjärilsart som beskrevs av Edward Meyrick 1911. Schemataspis bicunea ingår i släktet Schemataspis och familjen stävmalar. Inga underarter finns listade i Catalogue of Life.